# Cheick Doucouré
Pour les articles homonymes, voir Doucouré.
Cheick Doucouré, né le 8 janvier 2000 à Bamako au Mali, est un footballeur international malien qui évolue au poste de milieu défensif à Crystal Palace.

## Biographie

### RC Lens
Né à Bamako au Mali, Cheick Doucouré est formé dans l'un des clubs locaux, l'AS Real Bamako. Il rejoint la France et le RC Lens en janvier 2018, repéré lors de la coupe du monde des moins de 17 ans par le directeur sportif du club nordiste Éric Roy, mais intègre d'abord l'équipe des moins de 19 ans. 
Il joue son premier match avec l'équipe première le 27 juillet 2018, lors de la première journée de la saison 2018-2019 de Ligue 2 contre l'US Orléans. Titulaire au poste de milieu défensif, Doucouré et les siens s'imposent sur le score de deux buts à zéro lors de cette rencontre. En octobre de la même année, il signe son premier contrat professionnel avec les Sang et or, d'une durée non dévoilée. Le 30 novembre 2018, il inscrit son premier but en pro, lors d'une rencontre de championnat face au FC Lorient, qui se solde par un match nul (2-2). Le 20 avril 2019, il marque son deuxième but de la saison contre le Grenoble Foot 38 (victoire 0-2 de Lens).
En mai 2019 est annoncé un intérêt de l'OGC Nice pour le joueur mais Doucouré ne préfère pas griller les étapes et continuer à évoluer avec son club. Le 19 décembre 2019 Doucouré prolonge son contrat avec le RC Lens jusqu'en juin 2024. Il participe à la promotion du RC Lens en première division à l'issue de la saison 2019-2020, le club terminant deuxième du championnat.
Doucouré joue son premier match de Ligue 1 le 23 août 2020, lors de la première journée de la saison 2020-2021 face à l'OGC Nice. Il est titularisé ce jour-là et son équipe s'incline (2-1). Il inscrit son premier but en Ligue 1 le 6 janvier 2021, contre l'Olympique lyonnais. Titulaire ce jour-là, il ne peut empêcher la défaite de son équipe par trois buts à deux. Doucouré marque le deuxième but de sa carrière contre le Montpellier HSC. Titulaire, il ouvre le score après sept minutes de jeu, et délivre également une passe décisive pour Gaël Kakuta en seconde période, participant ainsi à la victoire de son équipe par deux buts à un.

### Crystal Palace
Le 11 juillet 2022, Cheick Doucouré rejoint l'Angleterre pour s'engager en faveur de Crystal Palace. Il devient par ailleurs la vente la plus cher du Racing Club de Lens. Il signe un contrat de cinq ans avec le club londonien,,.
Doucouré joue son premier match sous ses nouvelles couleurs le 5 août 2022, lors de la première journée de la saison 2022-2023 de Premier League contre l'Arsenal FC. Il est titularisé ce jour-là et son équipe s'incline par deux buts à zéro.
À la fin du mois de novembre 2023 et alors qu'il a participé à 11 des 13 premières journées de Premier League, Doucouré subit une rupture du tendon d'Achille gauche, ce qui entraîne son absence des terrains pour plusieurs mois.
Le 28 février 2024, Doucouré prolonge son contrat avec Crystal Palace de deux années supplémentaires. Il est alors lié au club jusqu'en juin 2029.

### En équipe nationale
Cheick participe à la coupe du monde des moins de 17 ans en 2017 avec la sélection du Mali de cette catégorie. Sans être un titulaire, il est toutefois beaucoup utilisé et participe à sept rencontres durant ce tournoi, délivrant deux passes décisives. 
Cheick Doucouré honore sa première sélection avec l'équipe nationale du Mali, lors d'un match de qualification pour la Coupe d'Afrique des nations 2019 face au Gabon, le 17 novembre 2018. Il est titulaire ce jour-là, et le match se solde par une victoire des Maliens par un but à zéro.
Le 26 mars 2019, il fête sa deuxième sélection lors d'un match amical face au Sénégal, mais son équipe s'incline par deux buts à un.

## Statistiques

### En club
| Saison                | Club                  | Championnat           | Championnat | Championnat | Championnat | Coupe nationale | Coupe nationale | Coupe nationale | Coupe de la Ligue | Coupe de la Ligue | Coupe de la Ligue | Compétition(s) continentale(s) | Compétition(s) continentale(s) | Compétition(s) continentale(s) | Compétition(s) continentale(s) | Barrages | Barrages | Barrages | Total | Total | Total |
| Saison                | Club                  | Division              | M.          | B.          | P.d.        | M.              | B.              | P.d.            | M.                | B.                | P.d.              | Comp.                          | M.                             | B.                             | P.d.                           | M.       | B.       | P.d.     | M.    | B.    | P.d.  |
| 2018-2019             | RC Lens               | Ligue 2               | 27          | 2           | 2           | 2               | 0               | 0               | 2                 | 0                 | 0                 | -                              | -                              | -                              | -                              | 4        | 0        | 0        | 35    | 2     | 2     |
| 2019-2020             | RC Lens               | Ligue 2               | 21          | 1           | 1           | 1               | 0               | 0               | 2                 | 0                 | 0                 | -                              | -                              | -                              | -                              | -        | -        | -        | 24    | 1     | 1     |
| 2020-2021             | RC Lens               | Ligue 1               | 33          | 2           | 1           | 2               | 2               | 0               | -                 | -                 | -                 | -                              | -                              | -                              | -                              | -        | -        | -        | 35    | 4     | 1     |
| 2021-2022             | RC Lens               | Ligue 1               | 34          | 1           | 4           | 3               | 0               | 0               | -                 | -                 | -                 | -                              | -                              | -                              | -                              | -        | -        | -        | 37    | 1     | 4     |
| Sous-total            | Sous-total            | Sous-total            | 115         | 6           | 8           | 8               | 2               | 0               | 4                 | 0                 | 0                 | -                              | -                              | -                              | -                              | 4        | 0        | 0        | 131   | 8     | 8     |
| 2022-2023             | Crystal Palace        | Premier League        | 34          | 0           | 2           | 1               | 0               | 0               | -                 | -                 | -                 | -                              | -                              | -                              | -                              | -        | -        | -        | 35    | 0     | 2     |
| 2023-2024             | Crystal Palace        | Premier League        | 11          | 0           | 0           | -               | -               | -               | 1                 | 0                 | 0                 | -                              | -                              | -                              | -                              | -        | -        | -        | 12    | 0     | 0     |
| 2024-2025             | Crystal Palace        | Premier League        | 13          | 0           | 0           | -               | -               | -               | 1                 | 0                 | 0                 | -                              | -                              | -                              | -                              | -        | -        | -        | 14    | 0     | 0     |
| Sous-total            | Sous-total            | Sous-total            | 58          | 0           | 2           | 1               | 0               | 0               | 2                 | 0                 | 0                 | -                              | -                              | -                              | -                              | -        | -        | -        | 61    | 0     | 2     |
| Total sur la carrière | Total sur la carrière | Total sur la carrière | 173         | 6           | 10          | 9               | 2               | 0               | 6                 | 0                 | 0                 | -                              | 0                              | 0                              | 0                              | 4        | 0        | 0        | 192   | 8     | 10    |

### En sélection nationale
Le tableau suivant liste les rencontres de l'équipe du Mali dans lesquelles Cheick Doucouré a été sélectionné depuis le 17 novembre 2018 jusqu'à présent.

## Palmarès

### En club
Cheick Doucouré est vice-champion de France de Ligue 2 avec le RC Lens en 2020. 
| RC Lens                           |
| --------------------------------- |
| - Ligue 2 - Vice-Champion : 2020. |